# Engenharia de software orientado a objetos
A Engenharia de software orientada a objetos é uma evolução da Engenharia de software, mas com uma forma totalmente diferente de ver os relacionamentos e análise do problema por ter um enfoque na orientação a objeto.